# Holger Rosenkrantz

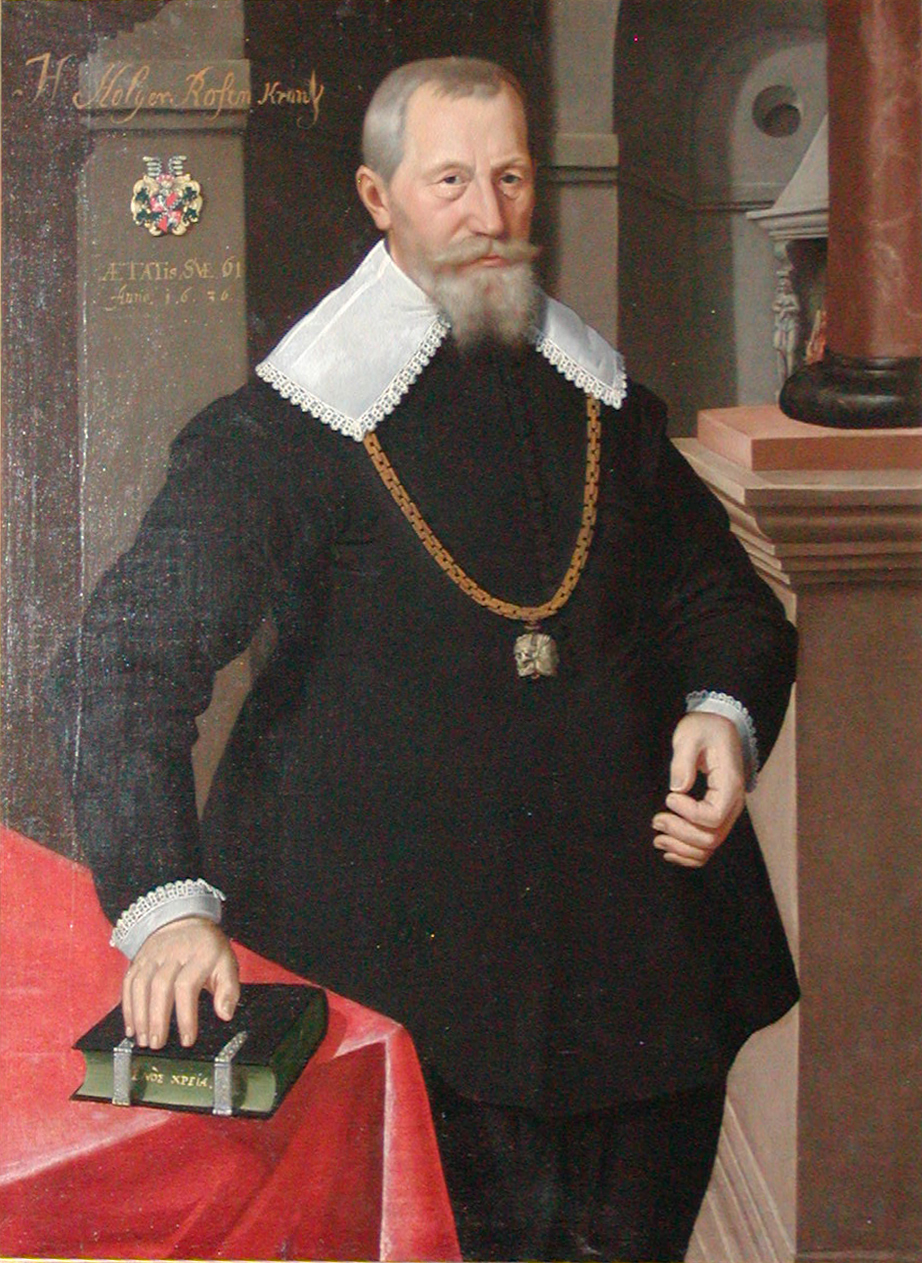
Holger Rosenkrantz; Gemälde von 1635, Schloss Frederiksborg

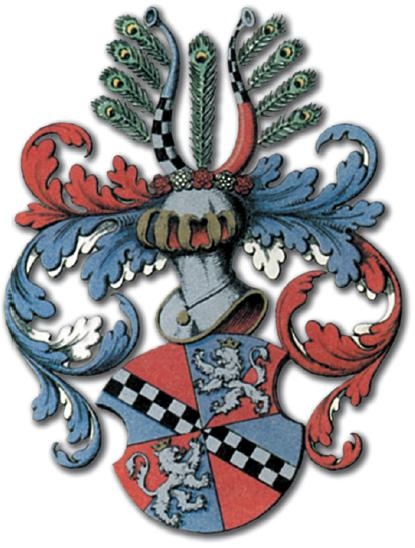
Wappen der Familie Rosenkrantz

Holger Rosenkrantz, auch Oliger (* 14. Dezember 1574 auf der Burg Kalø; † 28. Oktober 1642 in Kopenhagen) war ein dänischer Adliger, Mitglied des Reichsrates, Theologe und Pädagoge. Er besaß eine allumfassende Bildung, korrespondierte mit bedeutenden Theologen, Philosophen und Naturwissenschaftlern seiner Zeit und bemühte sich um die Verbesserung der Bildung in Dänemark. Er galt deshalb als einer der größten Gelehrten Dänemarks in der 1. Hälfte des 17. Jahrhunderts und war deshalb als den lærde Holger (der gelehrte Holger) bekannt. In seinen letzten zehn Lebensjahren musste er sich gegen den Vorwurf der Ketzerei verteidigen.

## Leben und Werk

### Abstammung
Holger Rosenkrantz stammte aus der Familie Rosenkrantz, einem der mächtigsten dänischen Adelsgeschlechter. Sein Vater war der Statthalter und Reichsrat Jørgen Ottesen Rosenkrantz (1523–1596), seine Mutter Dorte Lange (1541–1613), Tochter von Gunde Lange zu Bregninge und dessen Frau Karen Breide. Sein Vater erhielt 1559 durch einen Gebietstausch mit dem dänischen König Friedrich II. Land auf der Halbinsel Djursland und ließ dort Schloss Rosenholm errichten.

### Jugend und Ausbildung

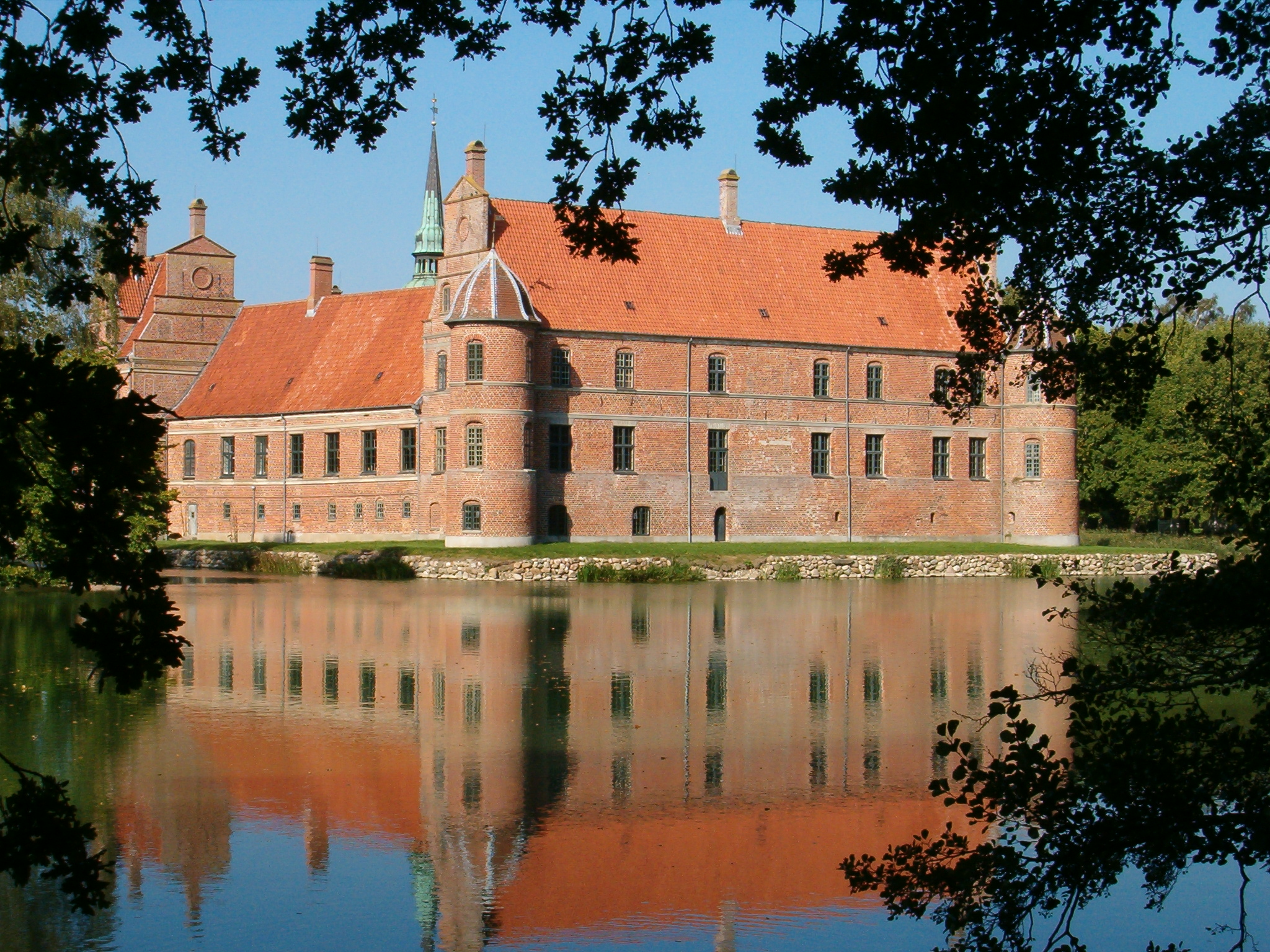
Schloss Rosenholm

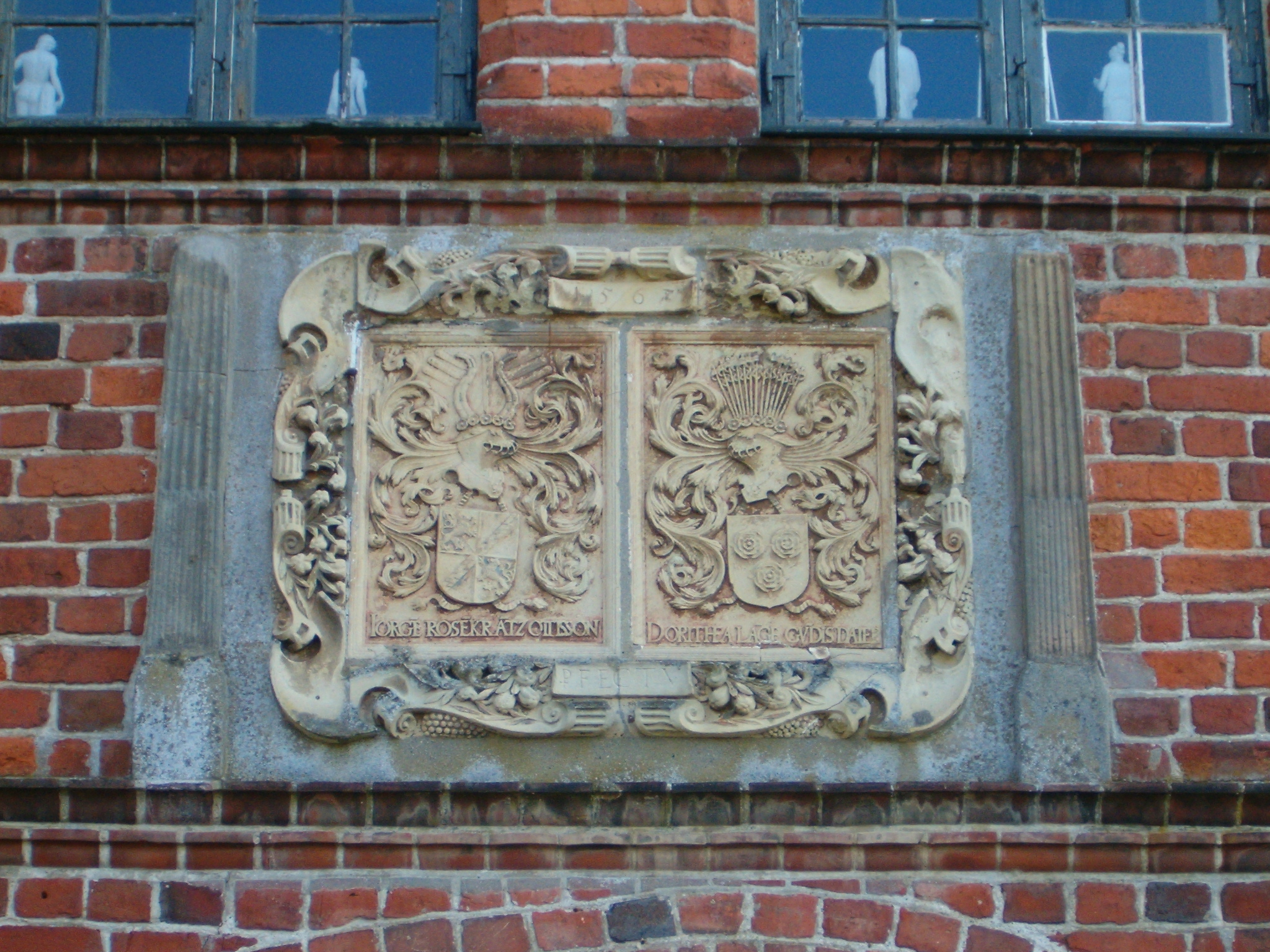
Wappen von Jørgen Rosenkrantz und Dorte Lange am Portal von Schloss Rosenholm

Holger Rosenkrantz war der jüngste Sohn seiner Eltern. Sein deutlich älterer Bruder Otte starb 22-jährig 1584. Mit seinen Eltern und der Schwester Margrethe ist er auf dem von seinem Vater gestifteten Altar in der Familiengrabkapelle in der Kirche von Hornslet abgebildet. Er fiel schon als Kind durch seine schnelle Auffassungsgabe auf. Zunächst besuchte er die Lateinschule in Aarhus, dann schickte ihn der Vater nach Deutschland. Von 1590 bis 1592 studierte er an der Universität Rostock. Anstelle sich den Rechtswissenschaften zu widmen, wie es seine künftige Stellung von ihm verlangte, studierte Rosenkrantz Philosophie und Theologie und besuchte auch Vorlesungen in Anatomie und betrieb eigene Studien. Als Privatlehrer hatte sein Vater den ebenfalls in Rostock immatrikulierten Theologen Daniel Cramer verpflichtet, der ihn in aristotelischer Metaphysik nach seinem eigenen Lehrer Matthias Flacius unterrichtete. Cramer hielt seine Studenten zu selbständigem Bibelstudium an, statt des damals üblichen geistlosen Einpaukens von Kompendien. 1592 wurde Cramer an die Universität Wittenberg berufen, wohin Rosenkrantz ihn begleitete, sich dort am 9. Oktober 1592 einschrieb und seine Studien bis April 1595 fortsetzte. In Deutschland schloss er auch wichtige Freundschaften, zum Beispiel mit David Chyträus, von dem er die für seine späteren Staatsämter erforderlichen Kenntnisse erwarb.
Rosenkrantz’ Studienaufenthalt in Wittenberg fiel in eine Zeit, in der dort die Lutherische Orthodoxie mit ihrer scharfen Ablehnung gegen Philippisten, ramistische Philosophie und calvinistischen Theologie immer stärkeren Einfluss gewann. Auch Rosenkrantz sah sich anfangs als Gnesiolutheraner. Disputationen mit den strengen lutherischen Theologen, etwa mit Samuel Huber und Salomon Gesner oder mit Ägidius Hunnius über Sindets og viljens frihed og magt i omvendelsen (Die Freiheit und Macht des Gemüts und des Willens in der Bekehrung) (1593) belegen aber, dass er schon in Studienzeiten mehr Erasmus von Rotterdam zuneigte, der anders als Luther dem Menschen auch Willensfreiheit gegenüber Gott und seinem Wort zusprach, und zugleich die calvinistische Prädestinationslehre ablehnte.
Neben seinen theologischen Interessen widmete sich Rosenkrantz auch den neuen Erkenntnissen der Naturwissenschaften und korrespondierte u. a. mit Tycho Brahe und dessen Schwester Sophie Brahe über ihre Forschungen und hielt Brahe auch die Freundschaft, als dieser die königliche Gunst verlor und nach Prag zog. Von ihm übernahm er auch das Interesse für Paracelsus’ Lehre.

### Rückkehr nach Dänemark
Da eine akademische Laufbahn für Adlige in seiner Zeit nicht infrage kam, kehrte Rosenkrantz nach dem Tod seines Vaters nach Dänemark zurück und übernahm die väterlichen Güter. Anfang 1597 begann er seine politische Karriere als Kancellijunker, d. h. als jüngster Sekretär. Im August 1598 heiratete er Sophie Brahe (11. Mai 1578 – 21. Dezember 1646), eine Nichte von Tycho Brahe und Tochter des Reichsrats Axel Brahe (1550–1616) aus dessen erster Ehe mit Mette Gøye (1554–1584). Ihre Großtante mütterlicherseits, Brigitte Gøye (1511–1574), war mit dem Humanisten und Admiral Herluf Trolle verheiratet gewesen und hatte nach dessen Tod 1565 die gemeinsam gegründete Lateinschule Herlufsholm geleitet. Seine Ehefrau bestärkte Rosenkrantz nicht nur in seinen theologischen und pädagogischen Bemühungen, sondern nahm ihm auch einen Großteil der Verwaltung der Güter ab, sodass er Zeit genug fand, sich in seinen Studien zu vertiefen. Bis 1618 gebar sie 13 Kinder, sechs Söhne und sieben Töchter, von denen acht das Erwachsenenalter erreichten.
Sein intensives Bibelstudium führte in den Jahren 1599/1600 dazu, dass ihn die Uneinigkeit der Theologen und ihre oft gehässigen Streitigkeiten um eigentlich nebensächliche Spitzfindigkeiten mehr und mehr abstießen. Durch die Lektüre der Bibel in hebräischer und griechischer Sprache gewann er die Erkenntnis, dass nur die gelebte Frömmigkeit eines wiedergeborenen Geistes dem wahren Wesen des Christentums entspreche. Der Briefwechsel mit Theologen, deren Freundschaft er in Deutschland geschlossen hatte, überzeugte ihn davon, dass sich allein die Bibel und nicht die Philosophie als Grundlage der theologischen Erkenntnis eigne. So sprach sich etwa auch Eilhard Lubin gegen die Vermischung menschlicher und göttlicher Weisheit aus. Die Dogmatik lehnte Rosenkrantz demzufolge als nutzlose Theorie ab. Auch die Sittenlosigkeit seiner Zeit stieß ihn ab. Die doctrina secundum pietatis, die Lehre entsprechend der Frömmigkeit, war fortan der Inhalt aller seiner Schriften. In den folgenden Jahrzehnten verfasste er insgesamt 86 lateinische Schriften, die jedoch bis 1900 nicht gedruckt wurden.
Das Leben auf seinem Gut war von dieser Frömmigkeit geprägt. Er gab die in seiner Familie gehaltenen Andachten unter dem Titel Hør danske Mand (Höre dänischer Mann) heraus und errichtete eine Kirchenbibliothek im zu Rosenholm gehörenden Kirchspiel Hornslet (Rosenholm Kommune). Reste dieser Bibliothek befinden sich noch heute in der Kirche von Hornslet. Um die Bauern von der Zehntpflicht zu entlasten, verlieh er Bauernhöfe an Amtsinhaber von Pfarreien und festangestellte Volksschullehrer. Außerdem gründete er in Hornslet ein Hospital.

### Politische Karriere
Rosenkrantz stammte aus einer der einflussreichsten Familien des dänischen Adels. Daher gewann er trotz seiner persönlichen Abkehr vom Luthertum, der Staatsreligion in Dänemark, Einfluss auf den König Christian IV., der ihn 1608 zu seinem Berater berief. Während des Kalmarkrieges reiste er in die Niederlande, um Truppen anzuwerben. Auch in religiösen Fragen hatte sein Wort in Dänemark Gewicht, insbesondere, seit er von der Universität Gießen besonders geehrt worden war. So stellte er sich vor den Bischof von Roskilde, Hans Poulsen Resen, als dieser sich in seinem Kampf gegen den heimlichen Arminianismus in Dänemark verrannt hatte, und kämpfte erneut gegen den Ramismus und den Sozinianismus. Wichtig war auch sein persönlicher Einfluss auf Jesper Rasmussen Brochmand und Caspar Bartholin. Als Herzog Johann Adolf von Schleswig-Holstein-Gottorf den Kryptocalvinismus förderte, wurde Rosenkrantz um Rat gefragt. 1614 erhielt er eine Kanoniker-Präbende von Aarhus.
1616 wurde er in den Reichsrat aufgenommen und wurde bald zu dessen führendem Mitglied. Besonders in der dänischen Außenpolitik nahm er bis 1627 eine führende Stellung ein. Viermal war ihm das Reichssiegel bei der Abwesenheit des Kanzlers anvertraut. Er nahm an verschiedenen Gesandtschaften teil. 1620 repräsentierte er den dänischen König auf der Hochzeit Gustav Adolfs. 1621 reiste er mit dem damaligen Reichskanzler Jacob Ulfeldt (1567–1630) in die Niederlande, wo er ein Abkommen mit den Generalstaaten abschloss, das dazu beitrug, die Niederlande von Schweden zu trennen. Das ermöglichte Christian IV., seine norddeutsche Interessensphäre auszudehnen und so die schwedischen Eroberungen im östlichen Baltikum zu kompensieren. 1623 handelte er eine Ausweitung der Militärunion zwischen den Herzogtümern Schleswig und Holstein und Dänemark aus, die im Hinblick auf die steigenden Spannungen zum Kaiserreich und den Katholiken in Deutschland und zum schwedischen Nachbarn von Bedeutung waren. Sein Versuch, Christian IV. zu einem Verteidigungsbündnis mit Schweden gegen Polen zu bewegen, scheiterten jedoch. Offen kritisierte er die militärische Intervention des Königs in Norddeutschland. Während Christian IV. auf die Angriffskraft seines Söldnerheeres setzte, empfahl Rosenkrantz gegen die Ratsmehrheit die Ausweitung der Verteidigung an allen Grenzen und versuchte, den Frieden solange wie möglich aufrechtzuerhalten.
Er erhielt für die Zeit von 1617 bis 1620 das Lehen Dalum auf Fünen und von 1618 bis 1620 dazu noch Skinnerupgaard, ein Hof im Kirchspiel Ulbjerg und von 1618 bis 1628 Odensegaard (St. Hans Kloster).

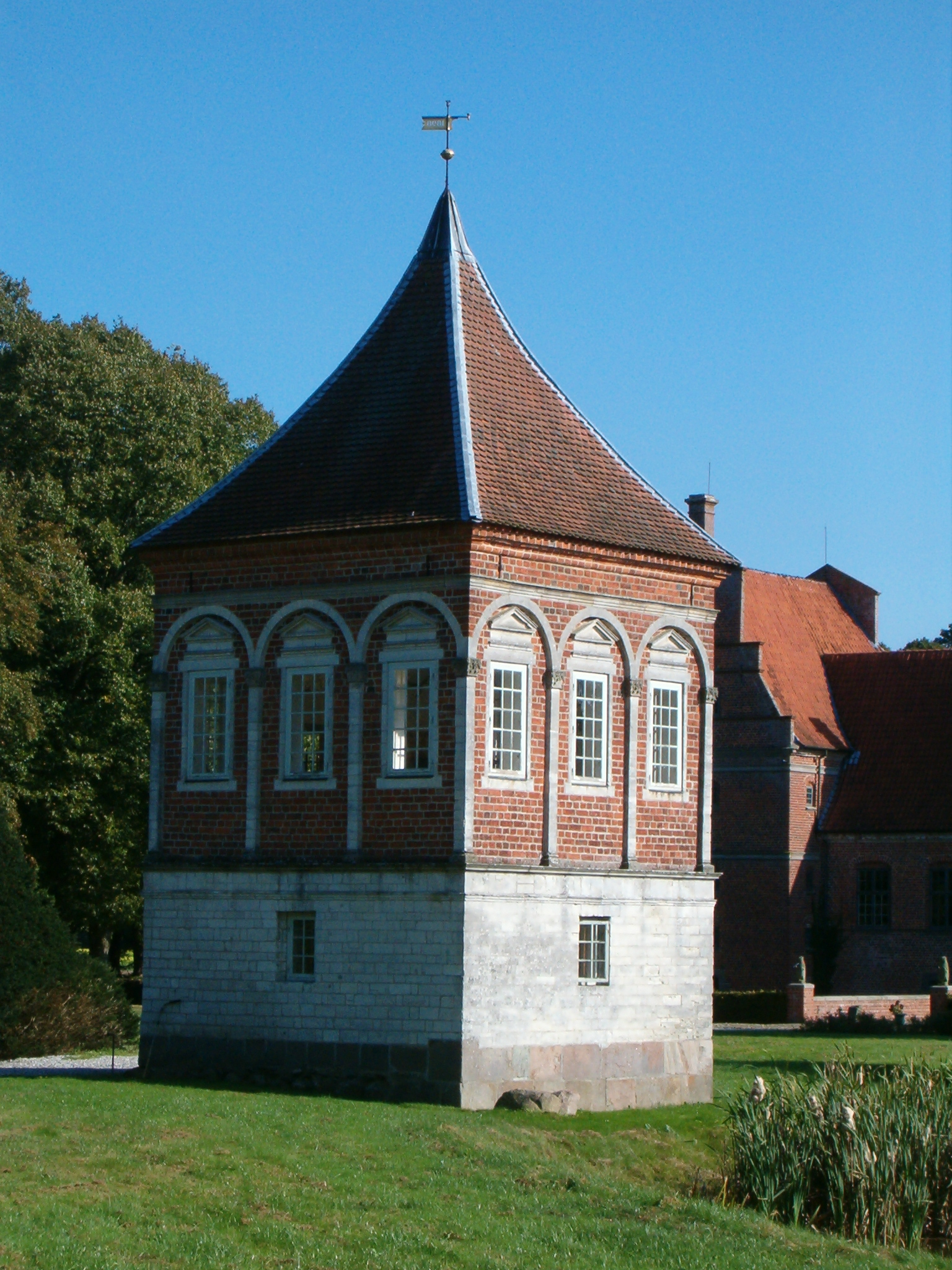
Pavillon neben Schloss Rosenholm

Die hohen Kredite und Bürgschaften, zu denen Rosenkrantz als Mitglied des hohen Adels während der Kriege gegenüber dem König verpflichtet war, belasteten ihn finanziell schwer, insbesondere da die Ausbildung seiner Kinder und Ziehkinder und seine Bibliothek hohe Kosten verursachten. Neben Skrupeln, durch seine politische Tätigkeit sein Glaubensleben und seine Familie zu vernachlässigen, quälte ihn eine schwere Krankheit. 1623 bat er deshalb den mit ihm befreundeten königlichen Kanzler Christian Friis, König Christian IV. seine Bitte zu überbringen, ihn aus dem Staatsdienst zu entlassen. Doch der Kanzler weigerte sich wiederholt. Daraufhin legte Rosenkrantz sein Amt während einer Ratssitzung in Odense im Oktober 1627 selbst nieder und siedelte mitsamt seiner Familie und einem Teil seines Besitzes nach Göteborg über. Gut Rosenholm wurde von kaiserlichen Truppen unter Wallenstein geplündert, die im Dreißigjährigen Krieg 1627 durch Jütland zogen. Seine Bibliothek wurde nach Boitzenburg verschleppt. Nach dem Friedensschluss 1629 konnten Rosenkrantz und seine Familie zurückkehren und das verwüstete Gut wieder aufbauen. Auch erhielt er seine Bücher zurück. Das gute Verhältnis zum König hatte jedoch wegen seiner Amtsniederlegung gelitten.

### Pädagoge und Theologe
Rosenkrantz widmete sich intensiv der Erziehung seiner Kinder. Seinen Söhnen ermöglichte er mehrjährige Bildungsreisen nach Frankreich, England und Holland. Zusätzlich nahm er bis zu 75 weitere Schüler auf, die er selbst unterrichtete, darunter Adlige wie den späteren Kanzler Christian Thomesen Sehested, aber auch andere talentierte junge Männer. Auch Mädchen wie Birgitte Thott wurden in seine Schule aufgenommen und erhielten wie auch seine Töchter einen Unterricht, wie ihn junge Frauen in Dänemark und ganz Europa zu dieser Zeit nur sehr selten erhielten. Auf Rosenholm sammelte Rosenkrantz eine große Bibliothek. Seine private Akademie galt als die erste Universität in Jütland. Zu den Unterrichtsmethoden gehörte der allgemeine Gebrauch der Muttersprache, Anschauungsunterricht für die Schulanfänger, die praktische Verbesserung des Unterrichts in den antiken Sprachen, die Ausweitung des Stoffes auf Hebräisch und Mathematik für die älteren. Die jungen Studenten, die er in sein Heim aufnahm, versuchte er zu wirksamen Verbreitern seiner Gedanken sowohl auf dem religiösen als auch auf dem pädagogischen Gebiet zu machen, und unterstützte sie in ihrer weiteren Ausbildung im Ausland.
Um seine Schule und die Bildung allgemein nach neusten Gesichtspunkten zu verbessern, korrespondierte er mit Schulreformern besonders in Deutschland. 1616 reiste er selbst nach Deutschland und nahm dort Kontakt zu den Pädagogen David Höschel und Wolfgang Ratke auf. Er besuchte auch lutherische Theologen, darunter Johann Arndt in Celle, der ebenso wie er die persönliche Frömmigkeit über die Dogmen stellte. Die Mystik, die in Arndts Werk eine große Rolle spielt, findet sich dagegen bei Rosenkrantz nicht.
Als Reichsratsmitglied setzte er sich für die Verbesserung der Bildung im Land ein. Um die Universität in Kopenhagen von propädeutischen Aufgaben zu entlasten, förderte er die Einrichtung neuer Gymnasien und war auch selbst Direktor des 1621 gegründeten Gymnasiums in Odense, für das er gute Lehrkräfte anwarb. Er kümmerte sich um die Verfassung neuer Schulbücher und plante eine Ritterakademie für den Adel, die die in Kriegszeiten schwierigen, kostspieligen und langen Auslandsreisen der Schüler überflüssig machen und ihnen eine modernere, praktische Bildung auf christlicher Grundlage sichern sollte. 1622 wurde die Lateinschule im ehemaligen Kloster Sorø in eine Ritterakademie umgewandelt, deren Aufsicht Rosenkrantz übernahm. Er gewann Johannes Clüver und Johann Lauremberg als Lehrer. Als Mitglied der von ihm 1621 geschaffenen Universitätskommission wirkte er mit an der Erarbeitung der Novellæ constitutiones. Seinen Plan für eine völlige Neuordnung des theologischen Studiums, der dem Bibelstudium den ersten Platz einräumte und in der Dogmatik die Irenik über die Polemik stellte, konnte er jedoch nicht ganz durchsetzen. Zur Unterstützung des christlichen Familienlebens regte er an, dass die Pastoren von Gemeindehelfern unterstützt würden, wie er es bereits auf seinem Gut Rosenholm eingeführt hatte. Um die Frömmigkeit der Bevölkerung zu fördern, empfahl er eine strengere Kirchenzucht. Ob er an der 1629 erlassenen Verordnung über das Kirchenamt, das Verfahren gegen Unbußfertige und andre geistliche Dinge mitgewirkt hat, ist aber nicht nachzuweisen.
Seine Dienstreisen nutzte er auch für Kontakte mit den dortigen Wissenschaftlern, mit denen er ansonsten nur korrespondieren konnte. Auf seiner Reise 1622 nach Holland knüpfte er Verbindungen zu den reformierten Wissenschaftlern Johannes van Meurs und Daniel Heinsius, später auch mit Johann Gerhard Vossius und Petrus Cunaeus. Seine zahlreichen Schriften sandte er an befreundete Theologen, ohne sie jedoch drucken zu lassen. Darin betonte er gegenüber der lutherischen Lehre der Rechtfertigung allein aus Gnade immer wieder die Notwendigkeit einer christlichen Lebensführung nach dem Vorbild Christi. Er teilte auch nicht die Auffassung der Gnesiolutheraner von der Realpräsenz Christi im Abendmahl, sondern ging davon aus, dass durch den Genuss der Eucharistie ein Band zwischen Gott und Gläubigen geschaffen würde.

### Verketzerung
Obwohl Rosenkrantz seine Schriften nicht drucken ließ, verbreiteten sie sich durch seine weitreichende Korrespondenz über ganz Europa. Auf diesem Wege wurden seine Gedanken von zahlreichen Theologen und anderen Gelehrten rezipiert. 1622 disputierte Ole Worm etwa über Thesen von Rosenkrantz. Im selben Jahr prangerte ihn ausgerechnet sein ehemaliger Tutor Daniel Cramer, inzwischen Professor in Stettin, als Rosenkreuzer an. Die Widmung in der Verteidigungsschrift des Arztes Melchior Brelers für Johann Arndt brachte Rosenkrantz in Deutschland den Ruf ein, Weigelianer zu sein. Auch seine Bekanntschaft mit den im Gottorfer Herzogtum als Ketzer verfolgten Ärzten Nicolaus Knutzen Teting und Hartwig Lohmann – letzterer war sein Arzt in Odense – brachte ihm Misstrauen ein.
Auch über die Schüler, die in seinem Haus unterrichtet wurden, verbreiteten sich seine Lehren. 1631 brachte der Maugstruper Pastor Peder Wandal, ein früherer Schüler in Rosenkrantz’ Haus, Begleiter seines ältesten Sohnes auf dessen Studienreise und zeitweise Lehrer in Sorø, die Schrift Oeconomia Dei heraus. Diese Schrift wurde wegen ihrer Abweichungen von der lutherischen Orthodoxie von der theologischen Fakultät in Kopenhagen eingezogen. Obwohl sich Rosenkrantz sofort von ihm distanzierte, verbreitete sich das Gerücht, dass Rosenkrantz über seinen ehemaligen Schüler Irrlehren verbreiten wollte. Sein Ansehen sank und er wurde zunehmend isoliert. Erst jetzt beschloss er, seine eigene Lehre systematisch niederzuschreiben, wovon ihn Christian Friis abzubringen versuchte.
1636 veröffentlichte Rosenkrantz als Reaktion auf die Anfeindungen seine Lehre in einem Vorwort zum Fürstenspiegel von Albrecht V. von Brandenburg. Darin stellte er seine doppelte Rechtfertigungslehre dar: Wenn die Erlösung, die Gott dem Sünder durch Christi Tod ohne sein eigenes Zutun anbiete, im wahren Glauben angenommen werde, so bewirke Christi Gnade, dass der Gläubige seinem Vorbild nachfolge, was ihm wiederum als Rechtfertigung angerechnet werde. Dieses Vorwort als auch Rosenkrantz’ Verteidigungsschrift Veritas viæ vitæ æternæ wurden von der theologischen Fakultät unter seinem ehemaligen Freund Brochmand wie auch von dem Generalsuperintendenten Stephan Klotz aufs Schärfste verurteilt. Der König verlangte von Rosenkrantz den Widerruf, was Rosenkrantz jedoch verweigerte. Der ursprünglich auf Deutsch verfasste Fürstenspiegel erschien noch im selben Jahr in einer dänischen Übersetzung von Birgitte Thott.
Trotz seiner Verweigerung des Widerrufs erlaubte Christian IV. Rosenkrantz, 1639 seine Apologia zu verfassen, die jedoch zu weiteren Angriffen durch die Fakultät und den neuen Bischof Brochmand führte, die Rosenkrantz’ Ansichten als Arminianismus verketzerten. Im selben Jahr wurde Rosenkrantz’ Schwiegersohn Christian Thomesen Sehested Kanzler der Universität und die Anklagen seitens der theologischen Fakultät verstummten weitgehend. Obwohl der Fall eigentlich geheim gehalten werden sollte, kursierten Abschriften seiner Schriften bald auch im Ausland.

### Tod und Nachleben
Rosenkrantz arbeitete weiter an der Darstellung seiner Lehre. Am 1. Januar 1642 legte er das erste Buch seiner mittlerweile auf 22 Bände angelegten Lehrschrift der Fakultät vor, von der es zurückgewiesen wurde. Im gleichen Jahr erkrankte er auf einer Reise nach Nykøbing auf Falster und starb umgeben von seiner Familie am 28. Oktober 1642 in Kopenhagen. Zu Lebzeiten hatte man nur in Sorø fest zu ihm gehalten, nach seinem Tod hielten die Universitäten in Kopenhagen und Wittenberg Trauerfeiern für ihn ab. Er ist in der Grabkapelle beigesetzt, die sein Vater an die Kirche von Hornslet anbauen ließ, und in der insgesamt 14 Generationen der Familie Rosenkrantz liegen, darunter auch Anne Rosenkrantz geb. Meinstrup, die zweite Frau seines Urgroßvaters, die während der Grafenfehde 1535 ermordet wurde. Das von seinen Kindern gestiftete Epitaph im Barockstil zeigt im oberen Feld Porträts von Holger Rosenkrantz und seiner vier Jahre später verstorbenen Frau. Der Widmungstext auf der mittleren Tafel ist von zweimal 16 Wappenschildern ihrer Vorfahren gerahmt.

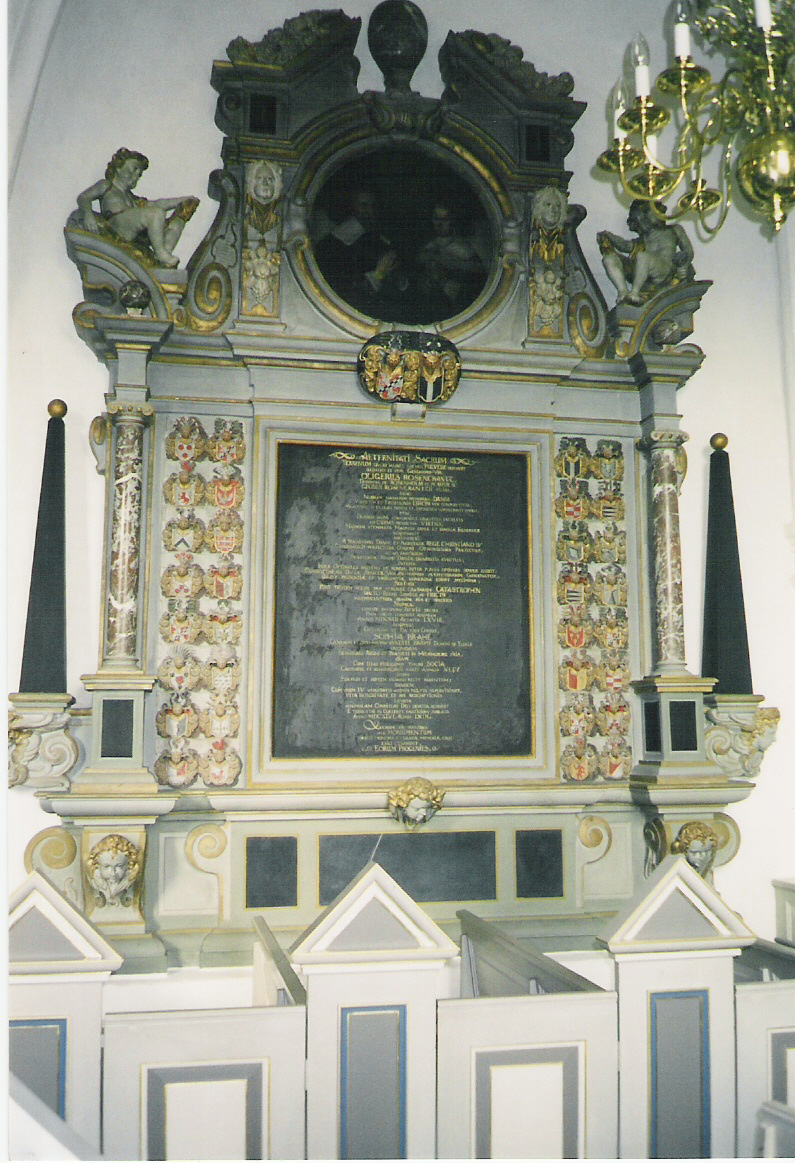
Epitaph für Holger Rosenkrantz und Sophie Brahe in der Kirche von Hornslet

Da nie eine vollständige Ausgabe seiner Lehre veröffentlicht wurde, blieb von Holger Rosenkrantz vor allem die Erinnerung an einen Gelehrten, während der Vorwurf der Heterodoxie bald verblasste. Zu dieser Einschätzung trug auch König Christian IV. bei, der nach der Lektüre von Rosenkrantz’ Werk bemerkte, dieser sei in seinem großen Wissen verrückt geworden.
Es sind nur zwei Bücher seiner umfassenden Lehrdarstellung erhalten, dazu Manuskripte seiner Abhandlungen in Stockholm, Berlin, Wolfenbüttel und Kopenhagen.

## Familie

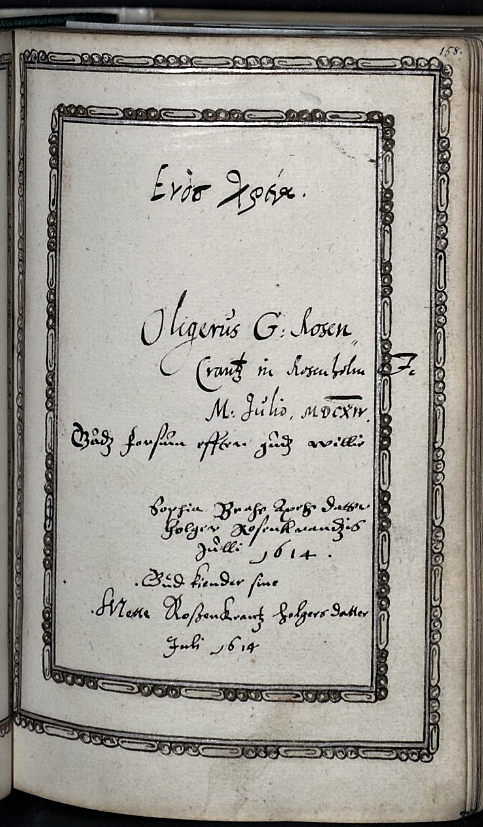
Eintragung von Holger, Sophie und Mette Rosenkrantz im Stammbuch des David von Mandelsloh, Juli 1614

Aus der Ehe mit Sophie Brahe gingen sechs Söhne und sieben Töchter hervor. Fünf Kinder starben früh.
- Mette Rosenkrantz (1600–1644) ⚭ Reichskanzler Christen Thomesen Sehested (1590–1657), ein Enkel war Christian Thomesen Sehested.
- Gunde Rosenkrantz (* 2. Dezember 1604 in Rosenholm; † 2. Dezember 1675) war Reichsrat, Landkommissar von Schonen und Herr von Kalø
- Jørgen Rosenkrantz (* 11. Juni 1607; † 8. Januar 1675) ⚭ Christence Juel (1612–1680), Lehnsmann, Amtmann und Rentemeister, leitete die von seinem Vater gegründete Ritterakademie in Sorø, teilweise auch auf eigene Kosten, musste sie aber 1665 hochverschuldet schließen. Dessen Sohn Jens (Janus) Rosenkrantz (1640–1695) wurde Etatsrat und besaß eine weithin bekannte Bibliothek von über 20.000 Bänden, die 1696 versteigert wurde.[17]
- Beate Rosenkrantz (* 15. Oktober 1608; † 20. Februar 1647) ⚭ Henrik Thott
- Erik Rosenkrantz (* 12. März 1612; † 13. Oktober 1681) wurde Nachfolger seines Vaters als Gutsherr von Rosenholm und ist ebenfalls in der Kirche von Hornslet beigesetzt. Er hatte 14 Kinder aus 3 Ehen, darunter Iver Rosenkrantz.
- Dorte Rosenkrantz (1613–1666) ⚭ Otte Thott
- Helle Rosenkrantz (1618–1685) ⚭ Niels Trolle (1599–1667), dänischer Reichsadmiral und Statsminister in Norwegen

## Auszeichnungen
- Elefanten-Orden, 2. November 1616 (40. Verleihung)[18]

## Schriften
- (Hrsg.) Fürsten Spiegel, das ist: Schrifften vnd Sendschreiben des Durchl. etc. Herrn Albrecht des Fünfften, Marggraffen zu Brandenburg etc., in welchen er in seinem lautredenden Glauben zu ersehen. Aarhus 1636 (Digitalisat des Exemplars der Dänischen Königlichen Bibliothek).